# Luke Petrasek
Luke Petrasek (Northport, Nueva York, 17 de agosto de 1995) es un baloncestista estadounidense que pertenece a la plantilla del Anwil Włocławek de la Polska Liga Koszykówki. Con 2,08 metros de estatura, juega en la posición de alero.

## Trayectoria deportiva

### Universidad

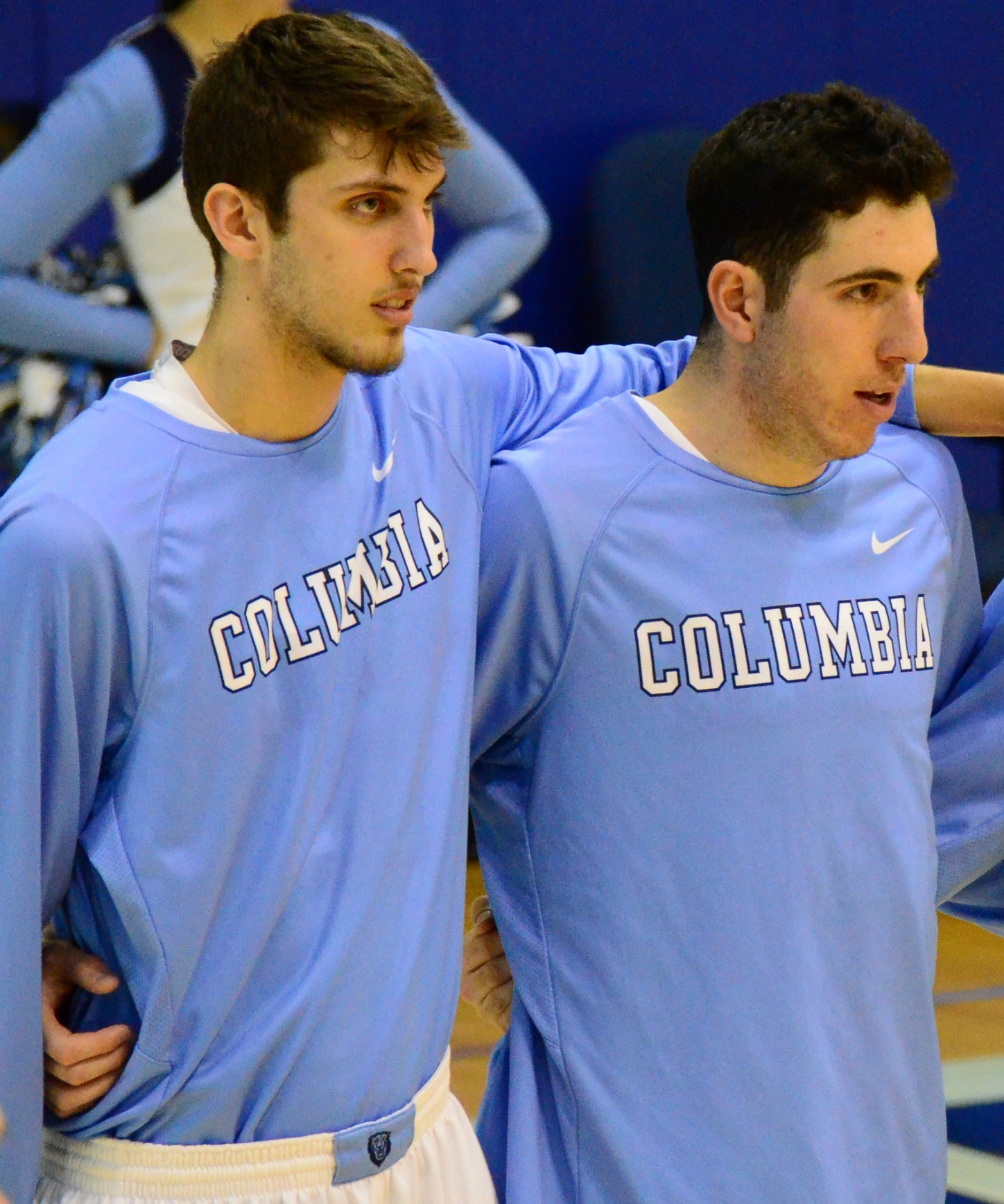
Petrasek con Columbia en 2016.

Jugó cuatro temporadas con los Lions de la Universidad de Columbia, en las que promedió 9 puntos, 4,2 rebotes y 1,3 asistencias por partido. En 2017, en su última temporada, fue incluido en el segundo mejor quinteto de la Ivy League,

### Profesional
Tras no ser elegido en el Draft de la NBA de 2017, firmó con los Charlotte Hornets para realizar la pretemporada. Sin llegar a jugar ningún partido, fue recolocado como afiliado en los Greensboro Swarm, su equipo filial en la NBA G League. En su primera temporada promedió 6,4 puntos y 4,6 rebotes por partido.
El 1 de julio de 2021, firma por el Anwil Włocławek de la Polska Liga Koszykówki.